# محاصره شیروایشی
محاصره شیروایشی (انگلیسی: Siege of Shiroishi) در  سال ۱۶۰۰، یکی از چندین نبرد فئودالی ژاپنی بود که منجر به نبرد سرنوشت‌ساز نبرد سکیگاهارا شد که به جنگ‌های داخلی دوره سنگوکو بیش از ۱۰۰ سال جنگ پایان داد و بلافاصله پس از آن تأسیس شوگون‌سالاری توکوگاوا تشکیل شد.